# ألفيو باسيلي
ألفيو باسيلي (بالإسبانية: Alfio Basile) (مواليد 1 نوفمبر 1943) هو لاعب كرة قدم. يلعب مع منتخب الأرجنتين لكرة القدم. سبق له أن لعب في كأس العالم لكرة القدم مع منتخب بلاده.

## روابط خارجية
- ألفيو باسيلي على موقع الاتحاد الأوربي (الإنجليزية)
- ألفيو باسيلي على موقع قاعدة بيانات كرة القدم.إي يو (الإنجليزية)
- ألفيو باسيلي على موقع ناشيونال فوتبول تيمز (الإنجليزية)
- ألفيو باسيلي على موقع عالم كرة القدم.نت (الإنجليزية)